# Nicholas Brody
Nicholas Brody es un personaje ficticio de la serie de televisión estadounidense de suspenso dramático Homeland, creada por Alex Gansa y Howard Gordon. Es interpretado por el actor Damian Lewis. Brody era un Sargento del Cuerpo de Marines de los Estados Unidos hasta que fue secuestrado y tomado como prisionero de guerra por al-Qaeda durante ocho años. Después de su rescate y regreso a casa, Brody es aclamado como un héroe de guerra y ascendido a Sargento de Artillería.
Sin embargo, una oficial de la CIA llamada Carrie Mathison sospecha que Brody fue convertido por al-Qaeda y ahora está a favor de ellos y de su causa, por lo que lo espía obsesivamente para evitar que pueda cometer un acto terrorista. Al final de la primera temporada, él acepta convertirse en político y ocupar un cargo en el Congreso, pero al final de la segunda temporada es usado como chivo expiatorio por al-Qaeda y es  acusado de cometer un atentado terrorista contra la CIA, por lo que debe abandonar a su familia, escapar de las autoridades y vivir oculto en Canadá. Al final de la tercera temporada, las autoridades iraníes lo ejecutan ahorcándolo públicamente después de que él, encargado por la CIA, mata a un General de la Inteligencia Iraní.

## Biografía

### Historia
Nicholas Brody era un francotirador de reconocimiento del Cuerpo de Marines de los Estados Unidos cuando fue enviado a la guerra de Irak. El 19 de mayo de 2003, tanto Brody como un compañero suyo francotirador, Thomas Walker (Chris Chalk), fueron capturados cerca de la frontera siria por fuerzas leales a Sadam Huseín. Los dos hombres fueron vendidos al comandante de al-Qaeda Abu Nazir (Navid Negahban) y permanecieron cautivos en Damasco durante los próximos ocho años. Los guardias de Brody lo torturaron durante gran parte de su cautiverio, pero Nazir lo trató con amabilidad para ganarse su confianza. Brody se convirtió al Islam mientras estaba en cautiverio. Por indicación de Nazir, Brody golpeó severamente a Walker y creyó que lo había matado.
Nazir puso fin a la tortura de Brody en 2008 y lo invitó a su casa, pidiéndole que le enseñara inglés a su hijo Issa. Brody pronto llegó a amar al niño como a su propio hijo. Sin embargo, en 2009 Issa murió en un ataque con drones de los estadounidenses mientras asistía a la escuela. Brody ayudó a Nazir a enterrar a Issa y se unió a él para recitar una oración islámica sobre la tumba del niño. Poco después, Brody vio una entrevista realizada al Vicepresidente William Walden (Jamey Sheridan), en la que afirmaba falsamente que en el ataque no murieron niños. Brody le juró a Nazir que se vengaría de Walden y aceptó matarlo en un ataque suicida.

### Primera temporada (2011)
Brody es rescatado por las tropas de la Fuerza Delta durante una redada en un complejo terrorista en Afganistán. Vuelve a Estados Unidos, donde se reúne con su esposa, Jessica (Morena Baccarin), y sus hijos, Dana (Morgan Saylor) y Chris (Jackson Pace). También se encuentra con Walden durante una conferencia de prensa en la Base Andrews de la Fuerza Aérea. Durante su sesión informativa, Brody se encuentra interrogado por la oficial de la CIA Carrie Mathison (Claire Danes), a quien un informante le había dicho previamente que al-Qaeda había convertido a un prisionero de guerra estadounidense. Sin embargo, el interrogatorio es detenido por el superior de Carrie, el director del Centro de Contraterrorismo, David Estes (David Harewood). Aun así, Carrie secretamente establece una operación de inteligencia y pone cámaras ocultas en la casa de Brody para vigilarlo.
A medida que se instala nuevamente en la vida civil, Brody lucha con el trastorno de estrés postraumático y tiene pesadillas sobre su cautiverio en Damasco, lo cual afecta también a su familia. La situación empeora cuando descubre que Jessica y Mike Faber (Diego Klattenhoff), su mejor amigo y compañero en la Marina, habían estado en una relación mientras él estaba en cautiverio. Brody inicialmente evita el foco de atención, agrediendo físicamente a un periodista que entra en su patio trasero. También rechaza una sugerencia de Faber acerca de volver a enlistarse en el Cuerpo de Marines y buscar un ascenso. Sin embargo, Brody finalmente cambia de opinión y se dirige a la prensa fuera de su casa vestido con su uniforme completo de la Marina.
Carrie mira las apariciones en televisión de Brody y se da cuenta de que mueve sus dedos en un patrón repetitivo, creyendo que está dando un mensaje codificado. Ésta observación convence a su mentor de la CIA, Saul Berenson (Mandy Patinkin), para ayudarla a obtener una orden técnicamente legal para vigilar la casa de Brody por un período máximo de dos semanas. Aun así, Carrie continúa vigilando la casa de Brody después de que su orden caduca y viola el protocolo de la CIA al acercarse a él cuando este se dirige a un grupo de apoyo para veteranos de guerra. Ambos se unen inmediatamente cuando comparten sus experiencias en el Medio Oriente, y finalmente se embarcan en una relación sexual.
Brody considera dejar a Jessica por Carrie hasta que se da cuenta de que esta última sospecha que él es un terrorista. Después de que se revela que Walker está vivo y que también ahora está a favor de al-Qaeda, Brody rechaza enojado a Carrie y vuelve con su familia. Él le pide a su contacto saudita, Monsour Al-Zahrani (Ramsey Faragallah), que le diga a Nazir que no realizará el ataque planeado, que resulta ser un atentado suicida llevado a cabo por Brody en una cumbre de política del Departamento de Estado a la que asistirá Walden. Sin embargo, Brody reconsidera y graba un video suicida, con la intención de que sea lanzado después de su ataque. El video luego es recogido por los hombres de Nazir.
Brody recoge un chaleco bomba de uno de los hombres de Nazir y prepara su ataque suicida. Cuando Walker abre fuego contra la cumbre, Brody y sus objetivos son enviados a una bóveda segura dentro del Departamento de Estado. Sin embargo, mientras Brody se prepara para detonar el chaleco, descubre que no funciona. Después de que logra arreglar el chaleco, recibe una llamada de Dana en la que le pide que prometa que volverá a casa; sin que Brody lo supiera, Carrie se había presentado en su casa y le había contado a Dana lo que él estaba a punto de hacer. Brody decide no detonar la bomba y luego mata a Walker para demostrarle a Nazir de su lealtad. Él le dice a Nazir por teléfono que planea postularse para ocupar un lugar en el Congreso, lo que le permitirá influir en el ejército de los Estados Unidos como doble agente. Luego le dice a Carrie, quien ha sido despedida de la CIA, que lo deje a él y a su familia solos.

### Segunda temporada (2012)
Seis meses después del ataque al Departamento de Estado, Brody ha sido elegido miembro de la Cámara de Representantes de los Estados Unidos, en representación del séptimo distrito congresional de Virginia. Walden se acerca a Brody y le ofrece que sea su compañero de fórmula durante su campaña presidencial. Mientras tanto, Brody conoce a Roya Hammad (Zuleikha Robinson), una periodista que le asigna una tarea encargada por Nazir, la cual consiste en recuperar una lista de posibles objetivos de ataque de una caja fuerte en la oficina de Estes. A pesar de su reticencia inicial, Brody consigue la lista. Roya le dice que ayude a un fabricante de bombas de al-Qaeda a llegar a una casa segura, pero Brody termina matando al hombre cuando éste intenta escapar. El incidente hace que pierda una charla que se había comprometido a tener con Jessica. Cuando regresa a casa, ella le dice que ya ha tenido suficientes mentiras y que ya no está segura de su matrimonio.
Cuando Dana admite en la escuela que su padre es musulmán, Jessica enojada se enfrenta a Brody y tira su Corán al suelo. Más tarde, Dana ayuda a Brody a enterrar el Corán, ya que ha dejado de ser sagrado. Mientras tanto, Saul encuentra la cinta suicida de Brody en Beirut y se la da a Estes. Carrie es readmitida y establece una operación para monitorizar las acciones de Brody. Ambos se encuentran en el bar de un hotel donde Carrie lo arresta. Durante el interrogatorio, el nuevo líder del equipo Peter Quinn (Rupert Friend) apuñala a Brody en la mano. Carrie se hace cargo y convence a Brody de convertirse en un agente triple para la CIA. Brody usa esto con Jessica como una excusa para su extraño comportamiento.
Dana se ve involucrada en un accidente automovilístico de golpe y fuga cometido por su nuevo novio Finn (Timothée Chalamet), el hijo de Walden. Brody lleva a Dana al departamento de policía para denunciarlo. Carrie lo detiene, afirmando que afectará su cobertura. Enfurecida, Dana huye y se va a quedar con Faber, quien ahora ha descubierto que Brody mató a Walker. Carrie le dice a Faber que detenga su investigación sobre la muerte de Walker, lo cual hace de mala gana. Bajo presión, Brody se encuentra con Roya Hammad y le dice que quiere salirse del complot. Luego, Carrie convence a Brody de regresar con Nazir para que puedan evitar su próximo ataque. Durante una cita con Hammad a la mañana siguiente, Brody es llevado en helicóptero a un almacén, donde Nazir lo enfrenta y Brody reafirma su lealtad como parte de su artimaña con Carrie.
Brody cumple su promesa de ayudar a detener el ataque de Abu Nazir. Más tarde, él recibe una llamada de Nazir, en la cual le dice que tiene a Carrie como rehén y amenaza a Brody con matarla a menos que lo ayude a matar a Walden. Brody va a la oficina de Walden y le envía un mensaje de texto a Nazir con el número de serie del marcapasos de Walden para que él pueda manipularlo de forma remota. Brody luego exige que Nazir deje ir a Carrie, lo cual este último hace. Cuando Brody se encuentra con Walden y le dice que no puede aceptar su oferta como compañero de fórmula, Nazir hace que el marcapasos de Walden no funcione correctamente. Brody se niega a llamar a una ambulancia y se burla de Walden cuando éste muere. Esa noche, después de enterarse de que Nazir ha sido asesinado, Brody deja a Jessica y se reúne con Carrie.
Dana encuentra el chaleco explosivo de su padre y le pregunta si había planeado usarlo y él le responde que cambió de opinión. Brody va al funeral de Walden con Carrie, quien le dice que decidió abandonar la CIA y estar con él. Aunque en ese momento, una bomba escondida en el automóvil de Brody es detonada y mata a 200 personas que estaban en el funeral, incluidos Estes y la familia de Walden, además de una gran cantidad de agentes de la CIA y funcionarios del gobierno. Brody se da cuenta de que Nazir había planeado el ataque antes de morir y le jura desesperadamente a Carrie que él no tenía nada que ver con el ataque. Cuando ella lo ayuda a escapar a Canadá, al-Qaeda transmite su cinta suicida, y Brody es señalado como el autor intelectual del ataque. En la frontera, Brody y Carrie se separan entre lágrimas, y Carrie promete limpiar su nombre.

### Tercera temporada (2013)
A raíz del bombardeo a las oficinas de la CIA en Langley, Brody se convierte en uno de los fugitivos más buscados del mundo. En Caracas, Venezuela, recibe dos disparos y casi muere antes de ser encontrado por un grupo de narcotraficantes. Lo llevan a una farmacia, donde el Dr. Graham (Erik Dellums), un cirujano clandestino, le salva la vida. Cuando Brody se recupera, le pregunta al jefe de la red de narcotraficantes, conocido como "El Niño" (Manny Pérez), por qué lo está protegiendo; El Niño responde que él conoce a Carrie. Ansioso por dejar de estar encerrado, Brody convence a la hija de El Niño, Esme (Martina García), para que lo lleve afuera. Él se acerca a un imán y pide que le den refugio en una mezquita. En cambio, el imán llama a la policía. El Niño y sus hombres llegan y matan a los policías, así como al imán y a su esposa. El Niño le dice a Brody que pasará el resto de su vida encerrado en la casa de la droga. Desanimado, Brody inyecta heroína en su brazo.
Saúl viaja a Caracas y encuentra a Brody en un estupor inducido por la heroína. Brody es llevado de regreso a los Estados Unidos y desintoxicado de las drogas con ibogaína. Saul y Carrie le ofrecen la oportunidad de redimirse. El plan consiste en que Brody debe buscar asilo político en Irán y asesinar al jefe del Cuerpo de la Guardia Revolucionaria Islámica, el general Danesh Akbari (Houshang Touzie), para que el activo de la CIA Majid Javadi (Shaun Toub) pueda tomar su lugar. Brody se niega, diciendo que se quiere morir. Carrie lleva a Brody a un motel y le muestra que Dana trabaja allí como mucama, pero no lo deja que hable con ella; Carrie le dice que primero debe expiar lo que ha hecho al participar en la operación. Brody se somete a 16 días de un riguroso entrenamiento con Operaciones Especiales, hasta que nuevamente se encuentra en una condición física óptima. En la noche en que están por enviarlo a Teherán para la misión, Brody le pide a Carrie que lo lleve a ver a Dana. Él le dice a Dana que es inocente, pero ella responde que nunca quiere volver a verlo. Mientras se prepara para partir, Brody promete que sobrevivirá a la misión y regresará por Dana y Carrie.
Un equipo de soldados de Operaciones Especiales lleva a Brody a la frontera iraní, donde son detenidos por la policía iraquí; Cuando uno de los policías reconoce a Brody, los soldados se ven obligados a abrir fuego. Brody entra en pánico e intenta correr, pero Azzizi (Donnie Keshawarz), el líder del equipo, lo calma. Momentos después, activan una mina terrestre, que hiere severamente a Azzizi y atrae el fuego enemigo. Desde Langley, Saul cancela la misión, pero Brody está decidido a cruzar la frontera. Carrie intenta disuadirlo, diciéndole que si entra solo morirá; Brody responde que ella tendrá que pensar en una forma de sacarlo de manera segura. Se identifica con los guardias fronterizos iraníes y solicita asilo según lo planeado, los guardias lo detienen a él y a uno de los soldados, Turani (Jared Ward). Se encuentran con Javadi, el cual mata a Turani frente a un horrorizado Brody.
Después de tres días de interrogatorio, Brody es llevado a encontrarse con Akbari, armado en secreto con una jeringa llena de cianuro. Sin embargo, Akbari no se acerca lo suficiente como para que Brody lo inyecte. Akbari hace que sus hombres envíen a Brody con Nasrin (Naz Deravian), la viuda de Abu Nazir, para examinar su valor de propaganda. En los próximos días, Brody da una serie de entrevistas en la televisión iraní denunciando a los Estados Unidos, dejando a Saul sin otra opción que ordenar su muerte. Carrie llama a Brody, le advierte que está en peligro y le suplica que vaya con ella pero Brody se niega. Él se gana la confianza de Akbari aunque, en lugar de contarle sobre el plan de la CIA, Brody lo mata sofocándolo.
Brody escapa con Carrie a una casa segura, donde ella le revela que está embarazada de él. Mientras pensaban que un equipo de extracción de la CIA estaba en camino, los hombres de Javadi llegan sorprendentemente y detienen a Brody como parte de un acuerdo que Javadi hizo con la CIA para que pueda avanzar hacia un mayor poder dentro del gobierno iraní. Brody es declarado culpable de traición y condenado a muerte por ahorcamiento. Carrie lo llama a su celda para asegurarle que lo salvará, pero él responde que ha aceptado su destino y le pide que no vaya a su ejecución. A la mañana siguiente, Brody es ahorcado en una plaza pública frente a cientos de personas mientras Carrie lo observa a la distancia con lágrimas en los ojos.
Cuatro meses después, Carrie, que decidió tener al hijo de Brody, intenta persuadir al nuevo Director de la CIA, Andrew Lockhart (Tracy Letts) para que le dé a Brody una estrella en el Muro Memorial de la CIA pero él se niega rotundamente. Más tarde Carrie dibuja una estrella para él con un marcador.

### Cuarta temporada (2014)
En el episodio «Redux» de la cuarta temporada, Brody aparece en la alucinación inducida por drogas de Carrie. Ella rompe a llorar en sus brazos y admite que había estado dispuesta a dejarlo morir.

## Recepción
Por su interpretación de Nicholas Brody en la temporada de estreno de Homeland, Damian Lewis recibió el Premio Primetime Emmy al mejor actor - Serie dramática. También fue nominado para el Premio Globo de Oro al mejor actor de serie de televisión - Drama y el Premio de la Crítica Televisiva al mejor actor en serie de drama. Para la segunda temporada, Lewis ganó el Premio Satélite al Mejor Actor - en una Serie de Televisión de Drama y el Premio Globo de Oro al mejor actor de serie de televisión - Drama. Además, fue nominado para el Premio del Sindicato de Actores al mejor actor de televisión - Drama y el Premio Primetime Emmy al mejor actor - Serie dramática.